# Darkness Within: In Pursuit of Loath Nolder
Darkness Within: In Pursuit of Loath Nolder (букв. рус. «Тьма внутри: В погоне за Лоусом Нолдером»; в России издана как «Darkness Within: Сумрак внутри») — компьютерная игра в жанре квеста, разработанная турецкой компанией Zoetrope Interactive и изданная Lighthouse Interactive (позднее права на издание перешли к фирме Iceberg Interactive). В качестве издателя и локализатора игры в России и близлежащих странах выступила компания «Акелла». Сюжет вдохновлён произведениями Говарда Ф. Лавкрафта.
Первая часть дилогии, продолженная в Darkness Within: The Dark Lineage 2009 года.
В ноябре 2014 была переиздана в службе цифровой дистрибуции Steam улучшенной графикой и незначительными изменениями; позднее вышло аналогичное переиздание второй части.

## Сюжет
Жестокое убийство богатого любителя оккультных наук, Кларка Филда, поручили Лоусу Нолдеру, эксцентричному детективу, который много лет назад бросил своё последнее дело, и по слухам, пустился в путешествие по миру; побывал Африке и Океании, жадно впитывая знания местных шаманов. Так вышло, что Нолдер неожиданно стал считаться главным подозреваемым.
Главный герой игры — молодой следователь Говард Лорейд, который идет по следу своего профессионального кумира. Чем ближе Говард подбирается к разгадке преступления, тем более травмированной становится его психика. Его постоянными спутниками стали сны наяву, галлюцинации и приступы паранойи.

### Развитие сюжета в игре
Игра начинается, когда Говарду снится кошмар. Его будит телефонный звонок его друга Артура, тот рассказывает о побеге Лоуса Нолдера из больницы. Заехав по дороге в свой офис, Говард направляется в офис Нолдера, отмечая, что это единственная вещь, которую Лоус не продал перед поездкой. В офисе Говард обнаруживает пакет, в котором лежат какие-то записи, письмо и ключ. Письмо адресовано младшему брату Филда — Джонатану, в котором Кларк просит как можно быстрее продать недавно купленный дом, также предупреждая, что они больше не увидятся. Найдя в письме адрес дома, Говард отправляется туда.
Прибыв на место, Говард осматривает дом, натыкаясь на очередные записи Кларка. В подвале, детектив отмечает странный запах. Там же он найдет глубокий колодец, в который спустится позже. Спустившись, Говард находит заваленный проход, а также органайзер Филда. Неожиданно из-за завала начинают доноситься странные звуки, которые пугают Говарда. Еле выбравшись из подвала, детектив едет домой, ссылаясь на большую усталость.
Ночью Говарда будит стук в дверь, однако за ней никого нет. Говард отмечает странные вещи: радио само включается, часы идут против часовой стрелки. После очередного стука в дверь, в квартире гаснет свет и у Говарда начинаются галлюцинации, от которых он падает в обморок.
Однако, позже выясняется, что у Говарда случился нервный срыв во время сна, и своим криком он перебудил весь дом. Его пришлось отправить в городскую больницу Веллсмота, а также отстранить от работы на неопределенный срок. Несмотря на это, Говард продолжает заниматься расследованием, так как чувствует, что «как-то связан с этим делом».
В доме Кларка Филда, Говард с помощью нехитрых манипуляций разбирается с органайзером и узнает адрес дома Ивара Бергена — одного из близких друзей Филда. Говард решает посетить его, но сам направляется домой из-за ухудшения состояния. Дома, ему снится очередной кошмар — Говард падает в колодец, в подвале Филда. Там он находит странный склеп, а также гробницу с его фамильным символом. Не успев осмотреть гроб, Говард просыпается. Неожиданно он обнаруживает, что проспал целых два дня. Также он обнаруживает, что ему в лекарство подмешали какое-то вещество, а также записку от некоего Джеральда, который предлагает встретиться в доме Ивара после полуночи. Говард едет туда.
По пути в дом Ивара, Говард встречает писателя Эдвина Пикмана. Однако тот не настроен на разговоры и исчезает из виду, как только Говард отворачивается.
Прибыв на место, Говард не находит много улик. Он встречает странного человека, который откуда-то знает его. Человек отдаёт ему ключи, и Говард уходит.
Дождавшись полуночи, Говард снова приходит к дому Ивара. Он исследует подвал, и приходит к выводу, что Филда мог убить Ивар. Также он встречает Лоуса Нолдера, который ведёт себя странно и говорит загадками. Неожиданно в подвал начинают спускаться какие-то люди и Говарду приходится покинуть дом.
Пережив очередной кошмар, Говард обнаруживает, что проспал целых три дня. От Артура он узнаёт, что ему в лекарство подмешали галлюциноген. Говард снова направляется к Ивару. Там он находит гораздо больше информации: телефонный номер, кучу карт и множество непонятных для понимания вещей.
При помощи некоторых записей, он получает карту с отметками поселений, которые ему пока что ничего не говорят. Изучив дом Филда повнимательнее, Говард находит пару странных предметов, однако позже теряет сознание по неизвестной причине.
Снова увидев непонятный сон, Говард просыпается в своей постели и обнаруживает, что на этот раз, он проспал четыре дня! Говард совершенно обессилен, но получает ещё больше зацепок. Изучив некоторые бумаги, он направляется к особняку некоего Эдварда Браунбелла, как-то замешанного в этом деле.
В здании, рядом с особняком, он обнаруживает кучу писем Лоуса Нолдера, а также странные подземные комнаты наполненные статуями. В этих тоннелях Говард начинает видеть галлюцинации.
Очнувшись на поверхности, главный герой уезжает оттуда. Параллельно с этим, он приходит к выводу, что культ Ивара ищет какой-то склеп. Изучив старые записи, Говард находит старое кладбище в одном из городов. Там он обнаруживает могилу, связанную с этим делом. Пробравшись в неё, он находит некую связь своего рода со странным культом. Там же он видит некую сущность и выслушав странный монолог, теряет сознание.
После этого, Говарда помещают в Психиатрическую больницу Веллсмота, но тот сбегает оттуда в неизвестном направлении.

## Игровой процесс
Игровой процесс представлен в виде «классического» квеста с двумерными фонами локаций, выполненными в высоком разрешении.
Перспектива камеры представляет собой вид от первого лица. Игроку, в роли главного героя игры, необходимо исследовать интерьеры и разгадывать различные логические головоломки, продвигаясь по сюжету игры.
Реализована специальная система подсказок, которая должна упростить решение некоторых задач.

## Отзывы
| Сводный рейтинг | Сводный рейтинг |
| Агрегатор       | Оценка          |
| --------------- | --------------- |
| GameRankings    | 55,50 %         |